# Kazo

Kazo (加須市 Kazo-shi?) este un municipiu din Japonia, prefectura Saitama.